# 24 (juego de cartas)
24 es un juego de cartas aritmético en el cual los jugadores buscan manipular cuatro números enteros de modo que el resultado final sea 24. Más exactamente, los jugadores deben generar una expresión matemática cuyo resultado sea 24, y que únicamente utilice los cuatro números dados, las operaciones matemáticas permitidas y cualquier cantidad de paréntesis. Por ejemplo, si se dispone de las cartas con los números 4, 7, 8 y 8, una solución posible es (7-(8/8))*4 = 24.
Por lo general, el juego permite el uso de las operaciones de suma, resta, multiplicación, y división, aunque puede permitir operaciones adicionales. 
El juego se juega en Shanghái desde los años 1960, utilizando barajas de cartas normales.

## Versión original
La versión original de 24 se juega con una baraja ordinaria de cartas, con las cartas de figura removidas. Los ases tienen un valor de 1.
Al jugar, se lanzan cuatro cartas, y el primer jugador que logre utilizarlas para formar el número 24 usando los valores de dichas cartas y las operaciones permitidas gana la mano. Algunos grupos de jugadores permiten operaciones adicionales, como potenciación, raíces, logaritmos, etc.
Para juegos cortos de 24, una vez se gana una mano, las cargas se entregan al ganador. Si ningún jugador logra formar 24, las cartas de esa mano se barajan de nuevo con el resto. El juego termina cuando la baraja se queda sin cartas, y el jugador que más cartas tiene gana el juego.
Para juegos más largos, toda la baraja se reparte inicialmente entre los jugadores. En cada mano, cada jugador contribuye a las cartas expuestas, y el jugador que gana la mano recupera sus cartas, de manera similar al juego Guerra. Los jugadores son eliminados cuando se quedan sin cartas.
Una versión ligeramente diferente incluye las cartas de sota, reina y rey, dándoles los valores de 11, 12 y 13, respectivamente.

## Estrategia
El juego requiere habilidades aritméticas y de pensamiento rápidas. Por lo general, no se permite el uso de lápiz y papel. 
Hay {\displaystyle {\tbinom {4+13-1}{4}}=1820} manos de cuatro cartas cuando se juega con una baraja estándar de 52 cartas. Algunas manos hacen imposible formar el valor 24 (por ejemplo, la mano 1, 1, 1, 1) mientras que otras manos pueden tener varias soluciones.
- Datos: Q4631842